# Margrethe Pape
Margrethe Pape (Itzehoe, 1620 – Holstein, 1684) è stata una nobile danese e amante ufficiale del re Federico III di Danimarca.

## Biografia

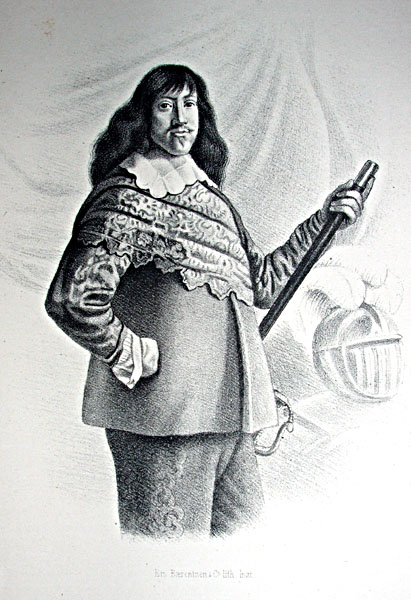
Federico III di Danimarca

Originaria di Holstein, era figlia di Nicolaus von Pape e Anna von Hatten.
Nel 1637 iniziò ad essere l'amante di Federico, quindi prima che divenisse re di Danimarca e si sposasse con Sofia Amelia di Brunswick e Lüneburg. L'anno dopo diede alla luce un figlio:
- Ulrik Frederik Gyldenløve (Brema, 20 luglio 1638-Amburgo, 17 aprile 1704.

Nel 1648 finì la relazione e nel 1652 sposò Daniel Hausmann, suo amministratore.
Il 15 settembre 1683 venne nominata da Cristiano V di Danimarca baronessa di Løwendal.